# Stéphane Testé
Stéphane Testé, né le 10 mai 1968 à Aulnay-sous-Bois (France), est un homme politique français membre de La République en marche et député, élu dans la Seine-Saint-Denis de 2017 à 2022.

## Biographie
Stéphane Testé est enseignant du premier degré, directeur d'école à Clichy-sous-Bois. C'est en tant que membre du Parti socialiste qu'il devient adjoint au maire de la commune aux côtés de Claude Dilain, en 1995. Il est chargé de l'environnement et du cadre de vie. Réélu en 2001, il reste adjoint, mais chargé de la communication. En 2008 se rajoutent deux autres délégations à celle-ci : les finances et le personnel communal. Réélu en 2014 sur la liste conduite par Olivier Klein, il est chargé de l'habitat social. 
Député de la douzième circonscription de la Seine-Saint-Denis de 2017 à 2022 sous étiquette La République en marche: lors du second tour de ces élections législatives, il avait recueilli 10 196 votes (53,00 % des suffrages exprimés), devançant Ludovic Toro (Union des démocrates et indépendants) qui recueillait 9 042 votes (47 % des suffrages exprimés). Il quitta alors ses fonctions d'adjoint au maire, restant conseiller municipal, mandat pour lequel il est réélu en 2020. 
Lors des élections législatives de 2022 il est battu au second tour avec 48,89 % (11171voix) des suffrages exprimés contre 51,11 % (11677 voix) obtenus par le nouveau député Jérôme Legavre (NUPES-POI) . 